# Jean-Marc Doussain
Jean-Marc Doussain (Toulouse, 12 de febrero de 1991) es un jugador francés de rugby que se desempeña como apertura y juega en el Lyon Olympique del Top 14.

## Selección nacional
Fue convocado a Les Bleus por primera vez en 2011. En total lleva 17 partidos jugados y 41 puntos marcados.

### Participaciones en Copas del Mundo
Disputó el mundial de Nueva Zelanda 2011 tras ser convocado de urgencia por Marc Lièvremont como reemplazo del lesionado David Skrela, su futuro prometedor le valió ganarle el lugar a Lionel Beauxis y a la estrella Frédéric Michalak. Posteriormente su inclusión por encima de las de estos jugadores sería considerado un error ya que la final del torneo se perdió debido a la falta de pateadores estrellas.
Doussain fue alineado como reserva por detrás del titular Morgan Parra y el suplente François Trinh-Duc, no fue convocado a los partidos y solo jugó los 5 minutos finales ante los All Blacks en la final del torneo. Los franceses avanzaron a la fase final de milagro, ya que perdieron dos partidos en su grupo, derrotaron al XV de la Rosa en los cuartos de final, a los Dragones rojos en semifinales y fueron vencidos en la final por los anfitriones.
| Mundial                       | Sede          | Resultado  | PJ | Tries |
| ----------------------------- | ------------- | ---------- | -- | ----- |
| Copa Mundial de Rugby de 2011 | Nueva Zelanda | Subcampeón | 1  | 0     |

## Palmarés
- Campeón de la Copa de Campeones de 2009–10.
- Campeón del Top 14 de 2010–11 y 2011–12.